# ルブリンのビェルナト

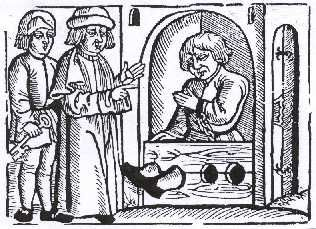
「足枷をはめられた農民」(Chłop w dybach)、ルブリンのビェルナト、『フリュギアのアイソーポスの生涯』、クラクフ、1578年

ルブリンのビェルナト（ポーランド語: Biernat z Lublina; 他にルベルチク Lubelczyk や、ラテン語による Bernardus Lublinensis、Bernardus Lublinius という表記の場合もある; 1465年頃、ルブリン-1529年頃没） は、ポーランドルネッサンス期の詩人、翻訳者、寓話作家。とりわけ Raj duszny〈魂の楽園〉と Żywot Ezopa Fryga〈フリュギアのアイソーポス (イソップ) の生涯〉の作者である。1513年に出版された Raj duszny は長い間ポーランド語で印刷された最初の本と考えられていた（実際には最初に印刷されたポーランド語の本は匿名の著者によって1508年に出版された Historyja umęczenia Pana naszego Jezusa Chrystusa〈我らが主イエス・キリストの殉教の歴史〉である ）。

## 生涯
ルブリンのビェルナトの伝記は、彼と同時代に生きた者たちによる口述と、アントニ・ボロマエウス（Antoni Borromaeus）の著書 De Christiana religione contra Hebraeos〈ユダヤ人に対するキリスト教について〉（1501年頃と1516年）の欄外にビェルナト自身が置いた2つの自伝的な注記のおかげで知られている 。ただこれは完全な伝記ではなく、彼に関する詳細や事実のほとんどは不確かであるか、あるいは大雑把にしか知られていない。
ビェルナトは1460年から1467年の間に、おそらく市民階級の家に生まれた。彼は教育を受けていたが、どこで学んでいたかは不明である（おそらく故郷の街であったと思われる）。彼は屋敷か町民の元で秘書か作家として働いていた。 18歳のとき（つまり1478年から1485年の間に）、彼はウクフのスタロスタであるヤン・ジェレンスキ（Jan Zieleński）の許に勤めた。次いで彼はロゴジノ（Rogoźno）のスタロスタであるゴタルト・ブィストラム（Gotard Bystram）の許で働きよび1486年頃に彼が亡くなった後はその妻マルタ（Marta）に1年の間（おそらくは牧師として）仕えた。彼の次の雇用主は、詩人・人文主義者でカリマッフ（Kallimach）の名で知られたフィリッポ・ブオナッコルシ（Filippo Buonaccorsi）だった（これは1487年から1490年の間のことであったと推定されている） 。彼はおそらくこの時写本を行っていた。その後ビェルナトを雇った者たちはルブリンの商人ワザシュ（Łazarz）、ミコワイ・ブィストラム（Mikołaj Bystram; 彼の許ではビェルナトはおそらくスタニスワフ (Stanisław) の息子の教師を務めていた）、ルーシのヴォイェヴォダであったヤン・ピレツキ（Jan Pilecki; 1492年から1496年まで）、そしてヴォイェヴォダの同名の息子ヤン（1516年まで）であった。彼が叙階されたのは漸く1501年になってからのことであった可能性がある。それ以降のビェルナトの足取りは明らかではないものの、彼は1529年の時点ではまだ生存していた。
ビェルナトは豊富に蔵書を所有しており、その中にアントニ・ボロマエウスの De Christiana religione contra Hebraeos〈ユダヤ人に対するキリスト教について〉や聖アウグスティヌスの Opuscula meditationes, soliloquia といったものが見られた。蔵書のうちおよそ10の品目が現存していて、その多くに、ビェルナト自身によってBiernatによる署名つきの手書きの注、用語解説、コメントが見られる。
彼は自身の名を Bernardus と署名していたため、この名前の書き方では Bernard と発音する必要がある。Biernat という書き方はアレクサンデル・ブリュクネル（Aleksander Brückner）により導入されたものである 。
1603年にルブリンのビェルナトは、ベルナルト・マチェヨフスキ（Bernard Maciejowski）司教の主導により設立されたポーランドで最初の禁書目録にその名を刻まれることとなった 。

## 創作
ルブリンのビェルナトは祈祷書 Raj duszny〈魂の楽園〉（1513年に出版）を書いた。これは Antidotarius Animae の翻案であった。1516年または1522年頃には、彼の Żywot Ezopa Fryga〈フリュギアのアイゾーポス (イソップ) の生涯〉が出版された。これは詩の形式による伝記であり、加えてラテン語の形式に基づいた200を超える寓話も含まれている（なお寓話の題名はポーランド語のことわざとしては最初期のものである）。ビェルナトはクラクフの本屋シモン（Szymon）への手紙（1515）を記した人物でもあり、そこには合理性に基づくルネサンス期の哲学が含まれていた。
またビェルナトはチェコのミクラーシュ・コナーチュ（Mikuláš Konáč）の作品の翻訳である Dialog Palinura z Karonem〈パリヌールスとカローンの対話〉の著作者であると信じられている。

### 主要な作品
- Żywot Ezopa Fryga〈フリュギアのアイゾーポス (イソップ) の生涯〉、1510年頃成立……8音節詩の形式による寓話集の翻案: アイゾーポスのリミキウス集（Rimicius）とロムルス集（Romulus, Vita Esopi fabularis）、ならびにアブステミウス (Abstemius) およびカプアのヨハネス（英語版）の Directorium Humanae Vitae: Alias, Parabolae[注 2]）
  - Ezop, to jest opisanie żywota tego to mędrca obyczajnego, przydane są k temu przypowieści jego z przykładami osobliwemi niektórych filozofów dawnych〈アイゾーポス、それはこの伝統的な賢人の生涯の記述であり、これに付されるは彼の逸話と諸々の古の哲人たちに特有の例〉の題名によりクラクフで1522年、H・ヴィェトル印刷所（drukarnia H. Wietor; 新刊見本は現存しない）から出版。
  - 次版は題名が Żywot Ezopa Fryga, mędrca obyczajnego z przypowieściami jego〈伝統的な賢人・フリュギアのアイゾーポスの生涯、彼の逸話と共に〉と変わり、クラクフで1578年、S・シャルフェンベルゲル印刷所（drukarnia S. Szarffenberger）から出版。
  - I・フシャノフスキ（I. Chrzanowski）による、1578年版を底本とした批判校訂版は "Biernata z Lublina Ezop"〈ルブリンのビェルナトのアイゾーポス〉としてクラクフで1922年、BPP で出版。
  - ヤン・ピレツキ（Jan Pilecki）に献呈された1522年版の序文の断片
  - cyt.[訳語疑問点] S. Pudłowski, 1634年
  - （再版）J・ムチュコフスキ（J. Muczkowski）、"Bernard z Lublina"〈ルブリンのベルナルト〉、Dwutygodnik Literacki〈文学隔週刊誌〉1844年、第11号。
  - 書籍 Rozmaitości historyczne i bibliograficzne〈歴史的および文献的雑事〉（クラクフ、1845年）中にも
  - アレクサンデル・ブリュクネル、"Ezopy polskie"〈ポーランドのイソップ寓話集〉、Rozprawy AU Wydział Filologiczny〈技術アカデミー論集 文献学科〉、第19巻（1902年）、190頁および odb.[訳語疑問点]
  - I・フシャノフスキによる Ezop, ... 版の導入、VI-VII頁
  - ステファン・ヴルテル＝ヴィェルチンスキ（Stefan Vrtel-Wierczyński）による寓話選集、Wybór tekstów staropolskich〈古ポーランドテクスト選集〉、ルヴフ、1930年。（第2版: ワルシャワ、1950年; 第3版: ワルシャワ、1963年）
  - ステファン・ヴルテル＝ヴィェルチンスキ、Średniowieczna poezja polska świecka〈中世のポーランド世俗的詩学〉、第2版増補版、ヴロツワフ、1949年、Biblioteka Narodowa〈国立図書館〉、シリーズ1、第60号。（第3版拡充改訂版: ヴロツワフ、1952年）
  - A・イェリチ（A. Jelicz）、Żywot Ezopa Fryga〈フリュギアのアイゾーポスの生涯〉、ワルシャワ、1951-1952年。
- Bajki〈寓話集〉、1522年頃に『フリュギアのアイゾーポスの生涯』と共に出版。
- Raj duszny〈魂の楽園〉……祈祷書 Hortulus animae もしくはL・ベルナツキ（L. Bernacki）によればミコワイ・サリツェト（ Mikołaj Salicet）による Antidotarius animaeの翻案）
- クラクフ、1513年末、F・ウングレル（F. Ungler）印刷所。
- 1547年までに計5版が出版。第1版の断片が現存するが、それは以下の刊行物中に見られる。
  - W. Nehring、Ośm kartek z nieznanej starej książeczki do nabożeństwa〈知られざる古き礼拝用小冊子からの八枚〉、Prace Filologiczne〈文献学論集〉、第2巻、1888年。
  - L・ベルナツキ、Pierwsza książka polska〈最初のポーランド語書籍〉、ルヴフ、1918年。
- 1513年版と1530年前後の再版は以下に見られる。
- ステファン・ヴルテル＝ヴィェルチンスキ、Wybór tekstów staropolskich〈古ポーランドテクスト選集〉、ルヴフ、1930年。（第2版: ワルシャワ、1950年; 第3版、ワルシャワ、1963年）
- 1530年頃の版の見本は断片としてヤギェウォ図書館に残り、Cim. O. 218。

### 全集
- Wybór pism〈書集〉、J・ジョメク（J. Ziomek）編、ヴロツワフ、1954年、Biblioteka Narodowa〈国立図書館〉、シリーズI、第149号、（ここでは、poz.[訳語疑問点] Opisanie krótkie żywota Ezopowego...〈イソップ的生涯の手短な記述〉の題名で; 寓話集; 残された断片 poz.[訳語疑問点] 3）

### 手紙と資料集
- クラクフの本屋シモン（Szymon）への手紙、1515年付。
  - 原文はラテン語でM・フラッキウス・イリュリクス（M. Flaccius Illyricus）の Catalogus testium veritatis にて公開、バーゼル、1556年、J・オポリヌス（J. Oporinus）印刷所。
  - 次版も出され、Argentinae 1562年および1608年、フランクフルトで1666年。
  - 再版は以下に見られる。
    - J・ムチュコフスキ（J. Muczkowski）、"Bernard z Lublina"〈ルブリンのベルナルト〉、Dwutygodnik Literacki〈文学隔週刊誌〉1844年、第11号。
    - F・プワスキ（F. Pułaski）、Spr. Tow. Nauk. Warsz 1909年、第2巻、47-53頁
    - I・フシャノフスキ（I. Chrzanowski）およびS・コト（S. Kot）、Humanizm i reformacja w Polsce〈ポーランドにおける人文主義と宗教改革〉、ルヴフ、1927年

  - ポーランド語訳された断片はアレクサンデル・ブリュクネル、"Ezopy Polskie"〈ポーランドのイソップ寓話集〉、Rozprawy AU Wydział Filologiczny〈技術アカデミー論集 文献学科〉、第34巻、1902年、192–194頁。
- 自伝的注記（ポーランド語版）……K・カンタク（K. Kantak）によれば、1501年12月および1516年より後に数回に分けて書かれた。
  - K.カンタク、Nowe szczegóły biograficzne o Biernacie z Lublina〈ルブリンのビェルナトについての新たな伝記の詳細〉、Reformacja w Polsce〈ポーランドにおける宗教改革〉、1934年で公開。
  - 再版はJ・ジョメク、ヴロツワフ、1954年、Narodowa Biblioteka〈国立図書館〉、シリーズI、第149号、XX-XXI頁 脚注。同XX頁にポーランド語訳。
- 印刷された署名はK・ボロマエウスの De Christiana religione〈…キリスト教について〉、カルヴァリア・ゼブジドフスカの Bernardyni の修道院図書館の見本。
- Antologia filozoficzna〈哲学的アンソロジー〉……クラクフのポーランド科学アカデミーの図書館に保管されている手稿。

### ビェルナトの作品か疑問が残るもの
- Dialog Palinura z Charonem〈パリヌールスとカローンの対話〉……偽ルキアノス（Pseudo-Lucian）の作品の翻案であるが、スタニスワフ・グジェシュチュク（Stanisław Grzeszczuk）はルブリンのビェルナトの作であることを疑問視した。M・ドゥウスカ（M. Dłuska）およびK・ブズィク（K. Budzyk）によれば、Ezop の翻案よりも前に成立し、1536-1542年版が存在する。唯一の元本は1944年に失われた。
  - 現存する断片: F・プワスキ（F. Pułaski）、 "Dialog Palinura z Charonem. Utwór Pseudo-Lukiana w tłumaczeniu Biernata z Lublina"〈オアリヌールスとカローンの対話。ルブリンのビェルナト訳の偽ルキアノスの作品〉、ワルシャワ、1909年、Collectanea Bibl. Ordynacji Krasińskich 第2号。
- Księgi św. Augustyna hippońskiego o żywocie krześcijańskim〈キリスト教的生活についてのヒッポの聖アウグスティヌスの書〉、1522年。
- Sprawa a lekarstwa końskie przez Conrada, królewskiego kowala, doświadczone〈王の鍛冶屋コンラドゥスによる事例と実証済み馬の医薬〉、クラクフ、1532年、F・ウングレル印刷所（drukarnia F. Ungler）……チェコ語からの翻訳。コンラドゥスの名字は恐らくポーランド国外での仕上げの規格により同主題に対して使用された架空のものと考えられる。翻訳者により使用されたチェコ語テクストはさらにドイツ語に基づいたものである。著作者としてルブリンのビェルナトを名指ししたのはアレクサンデル・ブリュクネルとL・ベルナツキであり、これにA・ペレンス（A. Perens）も倣ったが、I・フシャノフスキは否定し、S・エストライヒャー（S. Estreicher）も疑問視している（XXVIII、51–52）。
  - 批判校訂版: A・ベレゾフスキ（A. Berezowski）、クラクフ、1905年、BPP 第53号。
  - 再版:
    - G・スタシキェヴィチ（G. Staśkiewicz）、Medycyna weterynaryjna〈獣医学〉、1948年、第10号。
    - A・ペレンツ（A. Perenc）、"Pierwsze druki weterynaryjne w Polsce"〈ポーランドにおける初期の獣医学出版物〉、ルブリン、1955年、Annales Universitates Mariae Curiae Skłodowska Lublin-Polonia〈マリー・キュリー＝スクウォドフスカ大学年報 ポーランド、ルブリン〉1954年、Sectio DD 補遺。
    - Sprawa... が整理され、幾ばくか書き直されたのはマルチン・シェンニク（Marcin Siennik）編集版の Lekarstwa doświadczone...〈実証済み医薬〉、（クラクフ?）、1564年、ワザシュ・アンドルィソヴィツ（Łazarz Andrysowic）印刷所。